# Dino Lombardi
Dino Lombardi (Benevento, 1990. május 11. –) olasz motorversenyző, legutóbb a MotoGP 125 köbcentiméteres géposztályában versenyzett. Érdekesség, hogy bár már eddig 29 futamon indult, ezeken egyetlen pontot sem szerzett.